# Liste des autoroutes de l'Ukraine
L'Ukraine compte deux tronçons autoroutiers :
- sur la M 03 entre Kiev et Boryspil
- sur la M 18 entre Kharkiv et Dnipropetrovsk

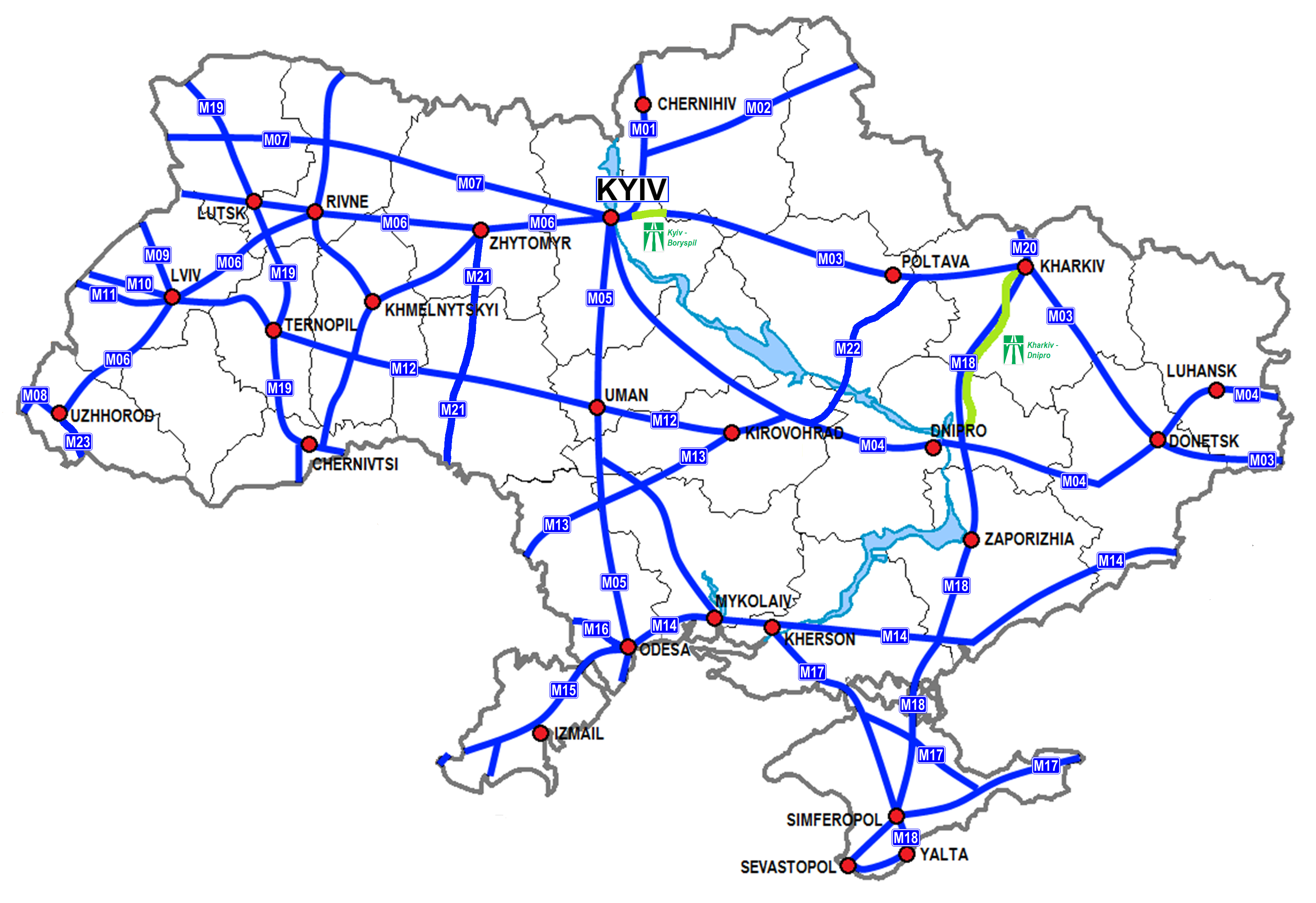
Carte du réseau routier ukrainien : en vert, les autoroutes

- Autoroute R 66.
- Autoroute M 30.